# Leytpodoctis oviger
Genre
Espèce
Leytpodoctis oviger, unique représentant du genre Leytpodoctis, est une espèce d'opilions laniatores de la famille des Podoctidae.

## Distribution
Cette espèce est endémique de Leyte aux Philippines. Elle se rencontre vers le lac Danao .

## Description
Le mâle holotype mesure 3,4 mm.

## Publication originale
- Martens, 1993 : « Further cases of paternal care in Opiliones (Arachnida). » Tropical Zoology, vol. 6, no 1, p. 97–107.